# Distrito electoral de Meredosia n.º 2
Meredosia No. 2 (en inglés: Meredosia No. 2 Precinct) es un distrito electoral ubicado en el condado de Morgan en el estado estadounidense de Illinois. En el Censo de 2010 tenía una población de 660 habitantes y una densidad poblacional de 14,21 personas por km².

## Geografía
Meredosia n.º 2 se encuentra ubicado en las coordenadas 39°48′17″N 90°31′28″O / 39.80472, -90.52444. Según la Oficina del Censo de los Estados Unidos, Meredosia n.º 2 tiene una superficie total de 46.46 km², de la cual 45.13 km² corresponden a tierra firme y (2.87%) 1.33 km² es agua.

## Demografía
Según el censo de 2010, había 660 personas residiendo en Meredosia n.º 2. La densidad de población era de 14,21 hab./km². De los 660 habitantes, Meredosia n.º 2 estaba compuesto por el 98.03% blancos, el 0.91% eran afroamericanos, el 0.15% eran amerindios, el 0% eran asiáticos, el 0% eran isleños del Pacífico, el 0.15% eran de otras razas y el 0.76% pertenecían a dos o más razas. Del total de la población el 0.61% eran hispanos o latinos de cualquier raza.